# Ngalick Khouma
Ngalick Khouma est un village du Sénégal situé dans la communauté rurale de Pékèsse, l'arrondissement de Mérina Dakhar, le département de Tivaouane, la région de Thiès. 
Il a été fondé par Magana Birane Khouma qui a choisi ce lieu après un long voyage à travers l’Afrique pour propager le Coran. 

## Géographie
Le village est situé à 8,28 km de Pekesse. Pour y accéder il faut emprunter la piste Pekesse-Diémoul, prendre à droite 2,4 km après Gade Yel et parcourir 2,3 km avant d’arriver à la place du village.

### Climat et végétation
Le village est situé en zone sahélienne marquée par l’alternance de deux saisons : une saison pluvieuse qui va de juillet à octobre et une saison sèche qui va de novembre à juin.
La végétation ligneuse est composée principalement de Kads (Faidherbia albida) et de Soumps (Balanites aegyptiaca), Sidème (Ziziphus mauritiana) et quelques rares neo (Neocarya macrophylla).
L’arbuste miraculeux du village est le Rand (Bauhinia rufescens). Il date de Magana Birane.  Ceux qui l’ont approché peuvent se rendre compte qu’il donne toujours de nouvelles tiges au fur et à mesure que d’autres meurent.
 
Les sols sont sableux et se sont formés sur des dépôts dunaires. On les appelle sols dior (qui signifie sableux). On trouve dans les dépressions des sols avec des éléments plus fins appelés deck.
La pluviométrie moyenne annuelle tourne autour de 400-430 mm.
Les principales cultures sont le mil, l’arachide, le niébé, la pastèque, le manioc et le bissap.
Grâce au forage des cultures maraîchères sont pratiquées par les femmes du village durant toute l’année.

### Population actuelle
Population actuelle du village de Ngalick Khouma compte 78, ménages, sur une population totale estimée à 686 habitants.

### Infrastructures du village
Il y a dans le  village de Ngalick Khouma:
- Une école primaire de C.I au C.E.M 2.
- Une école arabe- Al Khourhan (Coran)
- Le village est électrifié en 2010
- Il dispose de l'eau potable avec un forage en activité depuis 1998 qui dessert plusieurs villages environnants avec système de facturation mensuelle.
- Un hôpital équipé. (Fermé pour manque de personnel soignant.)

## Lieux et monuments

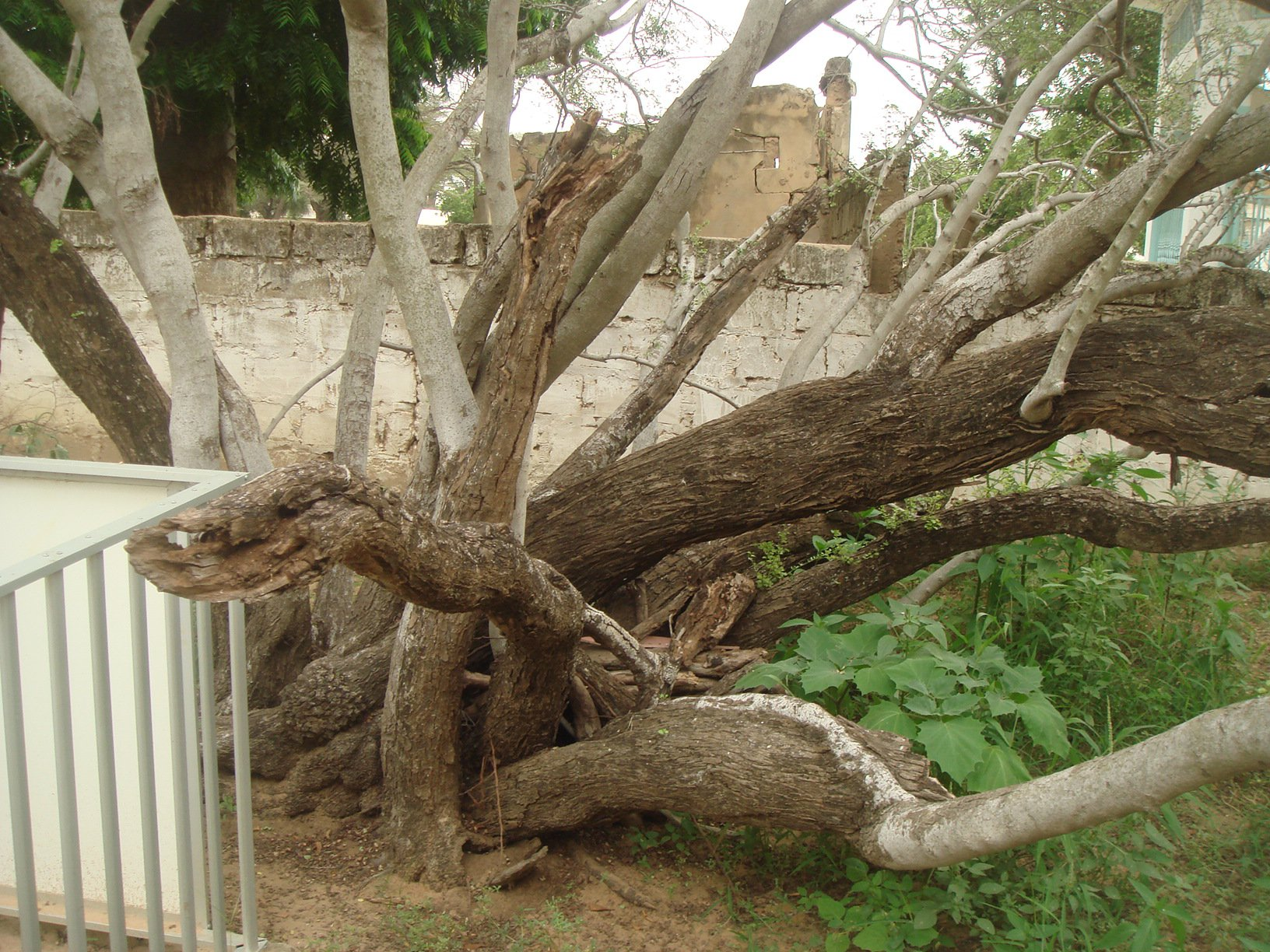
L'origine de cet arbre serait un cure-dent que Magana Birane avait planté à son époque.

- L’ancienne mosquée
- La nouvelle grande mosquée
- Mbafane. (lieu ou Magana enseignait le Coran. Il servait également de bouclier mystique)
- Le lieu de rencontre avec Cheikh Ahmadou Bamba et El Hadji Malick Sy
- Sepulture de Magana Birane Khouma.
- Rand Gi. L'origine de cet arbre était un cure-dent que Magana Birane avait planté à son époque. Avec les nouvelles tiges en blanc et les tiges mortes en noir.

## Magana Birane Khouma
Ils étaient sept personnes qui quittèrent l'ancien empire du Ghana ; ils venaient d’un pays nommé Wooul, situé sur le plateau, non loin de la frontière du Mali et de la Mauritanie, jouxtant le Sahara que le Maroc et Maures se disputent (aujourd’hui).

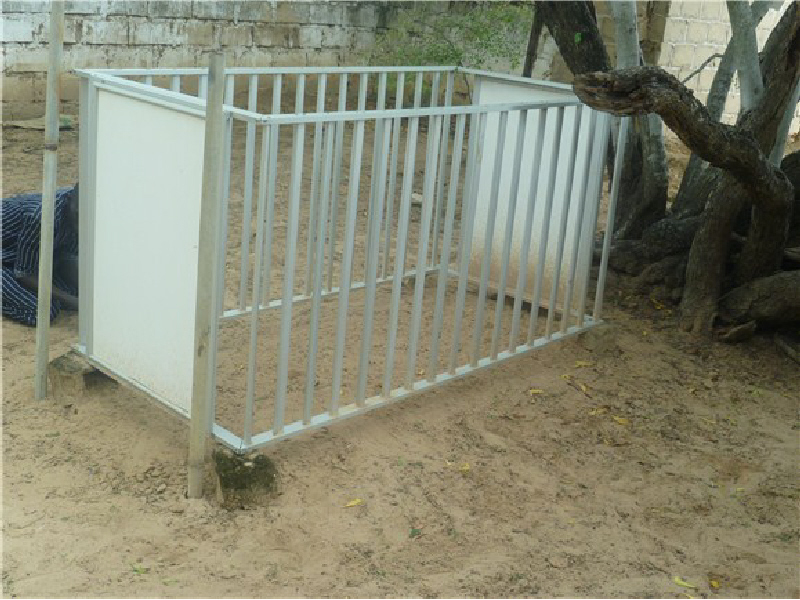
Sépulture de Magana Birane Khouma.

Les hommes avaient émigré parce que sur ce plateau de woul il y avait un royaume dont le roi Igo Khassé Dingka avait l’habitude de tuer chaque nouvel an une jeune fille en guise de sacrifice à un serpent nommé Bida. Soninkés (Ces deux histoires sont liées.)  Nos gens ne pouvaient plus supporter ces pratiques, qui n’étaient pas conformes à la religion islamique. Ils s’entendirent pour s’exiler afin de chercher où s’installer ailleurs. C’était également une occasion pour eux de continuer l’œuvre de leurs aïeux venus du Yémen pour propager le Saint Coran.    
Ces hommes se nommaient Bokkar Gadjaga le plus âgé, Bokkar Ndour, Manga Djigeul, Odmun Sissé, Buseri Diané, Magana Birane Khouma notre grand-père, et Naaki Mabo.
Ils avaient un cheval qu’ils se partageaient (à tour de rôle). Magana Birane était le plus jeune. Il décida de monter le dernier. Ils avaient avec eux un mouton. Au sujet du mouton Magane leur dit :

- Ce mouton, c’est avec lui que nous allons nous nourrir jusqu’au moment de trouver l’endroit où nous installer. Là où nous nous arrêtons pour passer la nuit, je l’égorgerai, je le dépècerai, nous le mangerons, nous rassemblerons les os, prenant garde à ce que nul os ne se brise. Au l’aube je le ressusciterai.

Ils poursuivirent ainsi. Chaque fois qu’ils arrivent à un endroit pour s’y installer, ils font un listixaar (La prière de la consultation divine [Salât Al-Istikhâra ]) pour savoir si le lieu est propice.
À l’approche du Kayor, Magana tua le mouton comme d’habitude, ils le mangèrent. C’est ce jour que Buseri Diagne cassa un os de mouton. Magane dit alors qu’il ne peut plus avancer. Magane prit son tour sur le cheval. Il le monta et conduisit le groupe ; ils se dirigèrent sur Mboul. Mboul n’était pas éloigné de l’endroit où ils avaient cassé l’os. Le Damel en les voyant, Magana en tête se dit :
« Celui qui monte le cheval doit être le chef ».
À la demande de Magana le Damel leur offrit le lieu où ils avaient campé la veille pour manger le mouton. On appela ce lieu Ngalig. Magana devint par la suite le marabout du Damel, c’est lui qui regardait les augures lorsqu'il devait partir en guerre.
C’est pourquoi Ngalig se nomme Ngalig.

### Voyage de Magana Birane Khouma
Pour préparer son voyage, Magana Birane devait prendre des membres de sa famille paternelle et maternelle, des fidèles et des ¨ Mabo¨, ces derniers servaient de témoins. On parle de sa mère, son grand-frère, son père décédé quand il était jeune.
Magana Birane Khouma venait de Wool. Ceux qui l’accompagnaient étaient des érudits du Coran. Chacun d’eux avait l’équivalent de la licence coranique et chacun d’eux lui est soumis et fidèle ici-bas et au-delà ; ils se nommaient comme suit : Bacar Gadiaga, Ala Wane Tall, Naki Mabo, Ousmane Cissé, Manga Djigueul, Boussoura Diané.

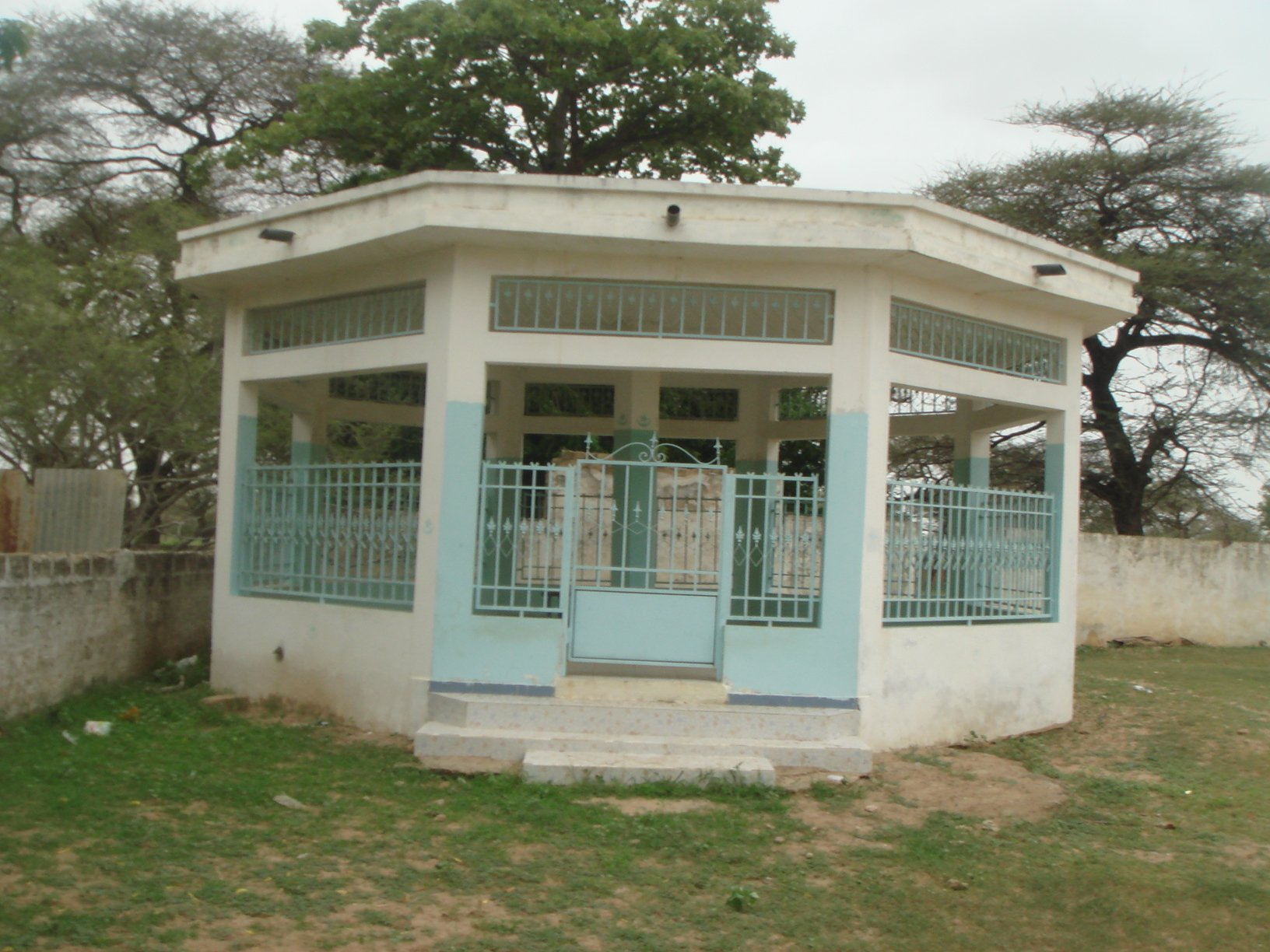
Mbafane lieu où Magana enseignait le Coran.

Ces hommes l’accompagnaient parce que convaincus de sa sainteté et de sa maitrise parfaite du Coran. Ils quittèrent Wool et arrivèrent à un village du nom de Khouma du Waalo, accompagnés de leur mouton totalement blanc, sans aucune autre couleur.
À leur arrivée dans chaque village, ils tuèrent le mouton ; Niaki Mabo le dépeça et ils le mangèrent et réunirent les os dans un sac et ils le remirent à Magana, pour devenir le mouton du lendemain. À leur arrivée à Khouma, ils y ont séjourné deux jours. Les habitants du Waalo, l’ayant vu camper à l’orée du village, se sont proposé de lui rendre visite et de leur demander sa bénédiction, ce qu’il fit et leur dit qu’il nomme ce lieu du nom de Khouma du Waalo. Après ceci Magana Birane tua le mouton, le dépeça et invita les habitants au festin, après lequel on réunit les os et la peau qui devinrent le mouton le lendemain au départ, après la nomination du village.
Après le départ, ils prirent la route pour Ngalig. Arrivés à Ngalig, Bacar Gadiaga, Niaki Mabo, Ousmane Cissé, Manga Djigueul, Boussoura Diané tuèrent le mouton et un os se perdit. En cette période c’était une grande forêt inhabitée et Magana leur dit : « Je me suis installé définitivement sur ce lieu », d’où le nom de Ngalig. Scientifiquement nommé Ngalick

### Magana Birane Khouma: le protecteur
C’est ainsi que Amary Ngoné Sobel Fall eut écho de sa présence dans les lieux et lui rendit une visite. Il lui dit :
« Magana Birane Khouma, je suis venu vous voir, pour vous demander de prier pour moi, car nous sommes fatigués de la tribu composée de sable fin, que nous devons apporter à Lélé koulifak et qui ne sert qu’à être installé et surnommé la ¨Dune du chapeau Pointu ».
Ainsi, Magana accepta de prier pour lui et lui dit qu’ils se sépareront de Lélé koulifak et le retrouveront à Ngalig.
C’est ainsi que Lélé koulifak fut tué et Amary Ngoné Sobel Fall rentra au Cayor. Magana pria pour lui et lui demanda de lui apporter un pigeon. Il écrit un talisman qu’il attache au cou de l’oiseau. Il ordonne que les cavaliers le suivent et qu’à chaque atterrissage corresponde l’installation d’un village. C’est ainsi qu'il atterrit à Mboul de Ndass, à Botalo, Bardiale et Ngigis. Niaki Mabo resta avec lui à Ngalig, Ousmane Cissé à Ndiarméo, Manga Djigueul à Ndigueul.

### Noblesse du nom Khouma
Depuis plusieurs siècles déjà, les familles maraboutiques ont entretenu des relations avec les cours princières  pour lesquelles elles ont constitué des sources de légitimité devant les menaces de guerre  sainte  de plusieurs chefs religieux musulmans. Les marabouts assuraient  également  la préparation mystique des nombreuses guerres menées entre royaumes. D’un autre côté, ils se sont souvent affirmés comme les défenseurs des  paysans contre des systèmes de gouvernement essentiellement autoritaires et violents. De ces relations faites de compromis et de concessions réciproques, de solides  alliances ont été parfois nouées, C’est le cas de celles qui ont lié les familles Khouma de Ngalick et Diop de Coki au damel  (titre de l’ancien roi du Cayor}, ou les Ndiaye de Ndiaré au roi du Djoloff.  Mais l’exemple le plus intéressant ici est celui de Mame  Marame  Mbacké, arrière-grand-père de Cheikh Ahmadou  Bamba, qui s’est installé dans le royaume du Cayor où il tenait les fonctions de conseiller juridique auprès  d’Amari  Ngoné Ndélla,  damel-teigne de l’époque. cette implantation est décisive : la famille et le toponyme Mbacké  s’imposent  désormais dans la partie orientale du Baol où fut fondée la ville de Mbacké.  Ces alliances avaient facilité l’émergence d’une classe maraboutique  qui a connu un certain prestige et qui est devenue le principal recours  d’une société wolof en crise. 
Avec l’avènement des confréries, ces alliances ont été renforcées et multipliées  par la conversion  des anciens aristocrates qui acceptaient ainsi ces nouveaux  cadres.

### Le Gamou de Ngalick
L'évènement annuel qui se déroule chaque année dans le village de Ngalick Khouma, est le Gamou de Ngalick Khouma. Organisé par les notables du village à l'honneur de Magana Birane Khouma.
Le Gamou de Ngalick est une occasion pour les natifs et les originaires du village de Ngalick Khouma de renouer avec leur racine. Il permet également aux uns et aux autres de faire de nouvelles rencontres avec des parents inconnus. Les principales activités de la journée du Gamou sont : lecture du Coran, lecture de Khassida de Cheikh Ahmadou Bamba, recueil au mausolée de Magana Birane Khouma, Ziar du cimetière, Ziar chez l'actuel Khalife de Magana Birane Serigne Moustapha ibn Serigne Abdou Rahman Khouma. Le grand rassemblement se fait le soir dans les environs de 21h sur le Pénth.
Une conférence et un grand champ religieux sont organisés à l'occasion desquels tous les chefs religieux de toutes les confréries du Sénégal sont représentés. Ils y envoient leurs représentants.
Après la cérémonie officielle, un chanteur religieux tiendra en haleine l'assistance jusqu'au petit matin.
La date du Gamou est retenue par les notables du village. Elle varie chaque année après le Magal de Touba.

### Personnalités natives de Ngalick
- Massamba Sarré, ancien ambassadeur du Sénégal au Maroc, Iran, Tunisie, Nations unies (New York), France.
- Serigne Mouhamadou Sarré, médecin-colonel, directeur du service de sante des armées
- Serigne Mamadou Sarre, colonel des douanes